# Ginásio (escola)

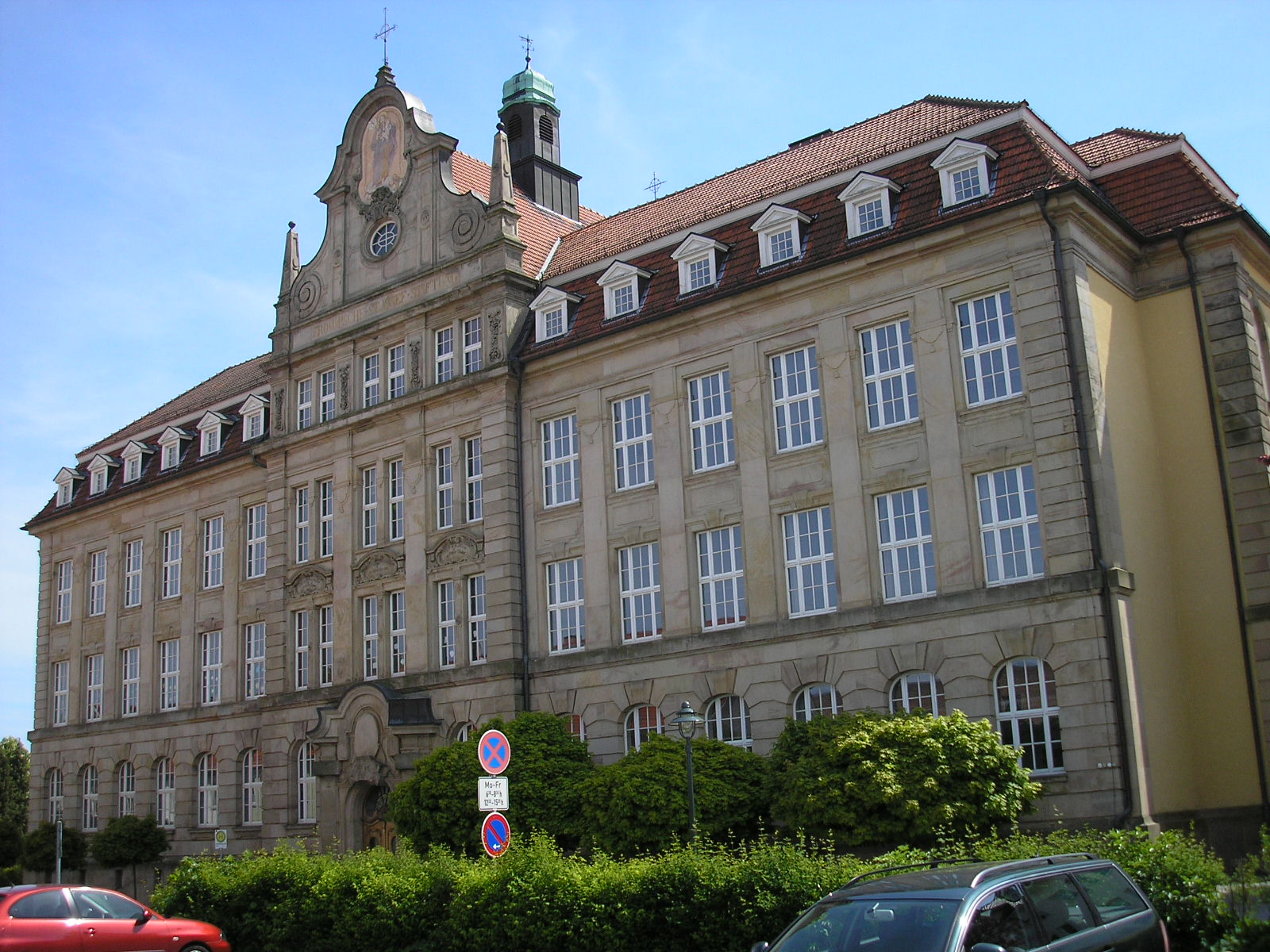
Ginásio de Dingelstädt, Alemanha

Um ginásio é um tipo de escola de ensino secundário existente em alguns países. Por analogia, "ginásio" também se refere ao ensino realizado nessas escolas.
A palavra γυμνάσιον [romaniz.: gymnasion] era usada na Grécia Antiga para designar o local destinado à educação física e à educação intelectual dos rapazes. Com o último significado, de educação intelectual, o termo continuou a ser bastante usado em algumas línguas, como o alemão, enquanto em outras línguas, como o português, o termo "ginásio" passou a ser empregado sobretudo com o sentido de local para a prática de educação física.

## História
Nos países germânicos, tradicionalmente, o ginásio constitui uma escola secundária vocacionada para a preparação dos alunos para acederem a uma universidade, com caraterísticas muito semelhantes às dos tradicionais liceus da Europa latina. Os ginásios têm origem na Reforma Protestante ocorrida no século XVI. O primeiro sistema de escolas a ministrar um ensino ginasial surgiu na Saxónia em 1528. 

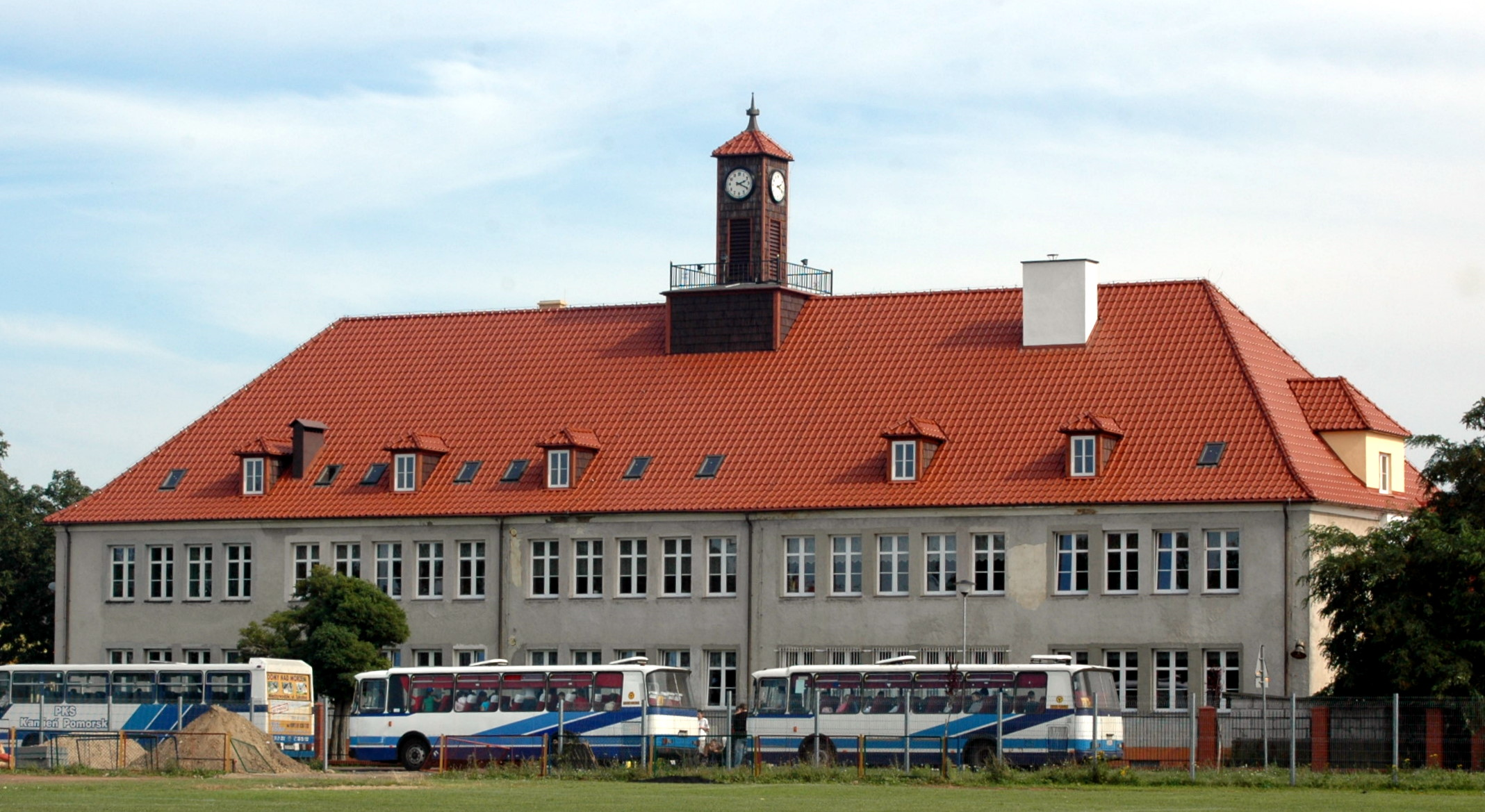
Ginásio de Wolin, Polónia

Segundo o sistema educativo do tipo germânico, os ginásios destinam-se aos alunos com maior vocação académica. Estes alunos, são filtrados à saída do ensino primário, por volta dos 10 a 13 anos, só aos melhores sendo permitido aceder ao ginásio.
Tradicionalmente, o ginásio foca-se nas humanidades e nos estudos clássicos, com o seu currículo a incluir normalmente o ensino do latim e do grego antigo. Outras modalidades do ensino ginasial incluem as línguas modernas, as ciências, a economia e as tecnologias
Alguns outros países — a maioria deles na Europa de Leste — introduziram o ginásio nos seus sistemas educativos, mas com caraterísticas diferentes dos ginásios germânicos. Estes ginásios não correspondem a um ramo do ensino secundário, mas sim a um nível de ensino. Normalmente, o ginásio constitui a primeira etapa do ensino secundário (equivalente aproximadamente aos segundos ciclos do ensino fundamental do Brasil e do ensino básico de Portugal), com o liceu a constituir a segunda etapa. 
Em alguns países, existe também o pro-ginásio que constitui o ciclo preparatório do ensino ginasial.

## Alemanha

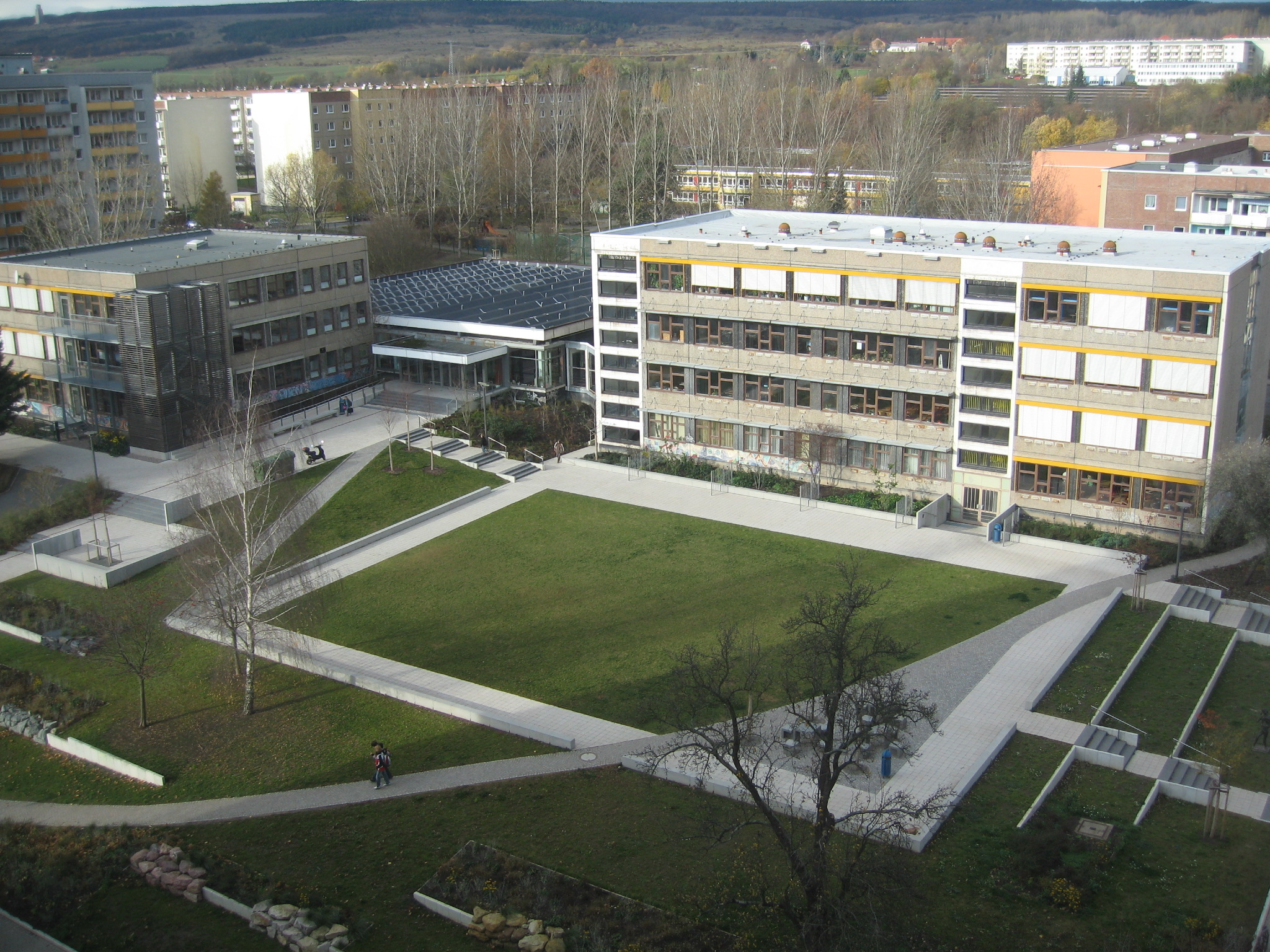
Ginásio Humboldt em Weimar, Alemanha

Na Alemanha, o ginásio (gymnasium) constitui uma das modalidades do ensino secundário, paralelamente ao Realschule e ao Hauptschule. 
O ginásio é considerado uma modalidade de ensino muito elitista, onde normalmente só é permitido o acesso aos alunos mais dotados intelectualmente. Atualmente, de todos os alunos a terminarem o ensino secundário, em média apenas 11% o fazem através do ginásio. No passado, essa percentagem era ainda bastante inferior. 
Em comparação com outros ramos do ensino secundário vocacionados para constituirem o nível final de ensino a ser frequentado pelos seus alunos, o ginásio está vocacionado para preparar os seus alunos para o acesso ao ensino superior. 
No ginásio, os alunos estudam matérias como alemão, matemática, física, química, geografia, biologia, artes, música, educação física, religião, história e ciências sociais. Eles também devem estudar ao menos duas línguas estrangeiras, sendo as mais comuns o inglês, o latim, o russo, o francês e o espanhol. 
O 12.º e 13.º anos preparam os estudantes para o Abitur, uma prova necessária para se conseguir entrar em uma universidade.

## Brasil
Até 1975, no Brasil, o ginásio constituía o estágio educacional que se seguia ao ensino primário e que antecedia o ensino médio. Correspondia aos quatro anos finais do atual ensino fundamental.
Para ascender ao ensino ginasial, era necessária a realização de um exame de admissão, depois de finalizado o ensino primário. O ginásio tinha uma duração de quatro anos, findos os quais, o aluno poderia aceder ao colégio, que constituía o terceiro ciclo de estudos.
Em 1971, o ginásio foi fundido com o ensino primário, dando origem ao ensino de 1.º grau. Na sequência da Lei de Diretrizes e Bases da Educação de 1996, o ensino de 1.º grau foi substituído pelo ensino fundamental.

## Países Baixos
Nos Países Baixos, o ginásio consiste em seis anos nos quais o aluno estuda as mesmas matérias que na Alemanha, com a adição obrigatória de grego antigo e latim.

## Outros países
Alguns dos outros países que integram o ginásio nos seus sistemas educativos são: a Áustria (Gymnasium), a Bulgária (Гимназия), a Croácia (Gimnazija), o Chipre (Γυμνάσιο), a Dinamarca (Gymnasium), a Estónia (Gymnasium), a Grécia (Γυμνάσιο), a Hungria (Gimnázium), o Liechtenstein (Gymnasium), a Lituânia (Gimnazija), a Polónia (Gimnazjum), a Chéquia (Gymnázium), a Roménia (Gimnaziu), a Suécia (Gymnasium) e a Suíça (Gymnasium).